# بين كوليت
بين كوليت (بالإنجليزية: Ben Collett)‏ هو لاعب كرة قدم بريطاني، ولد في 11 سبتمبر 1984 في بري ‏ في المملكة المتحدة. لعب مع أغوف أبيلدورن ومانشستر يونايتد.

## وصلات خارجية
- بين كوليت على موقع قاعدة بيانات كرة القدم.إي يو (الإنجليزية)